# 佩爾莫峰
46°25′11″N 12°8′5″E / 46.41972°N 12.13472°E

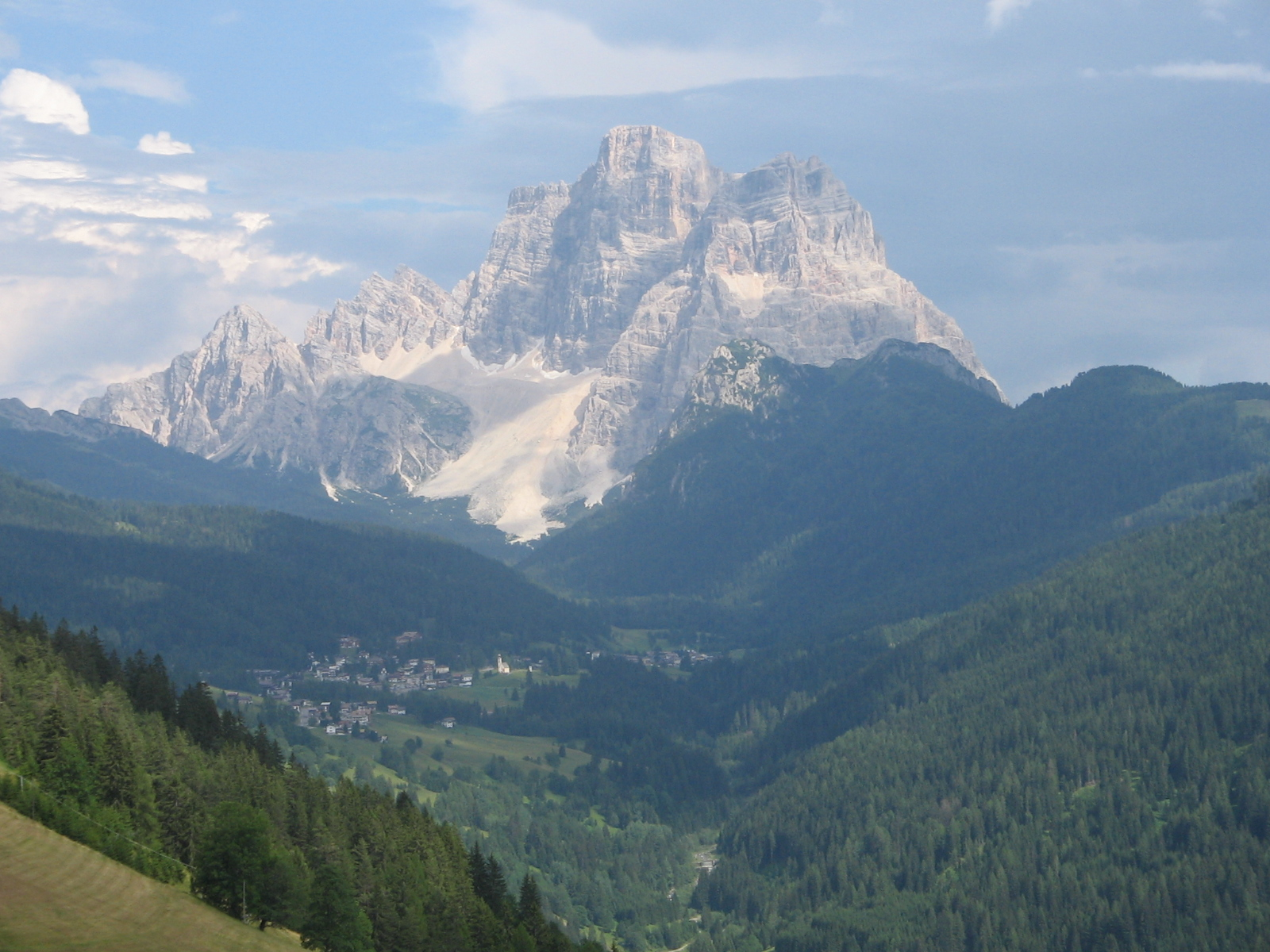

佩爾莫峰（義大利語：Pelmo），是意大利的山峰，位於該國東北部，由貝盧諾省負責管轄，屬於多洛米蒂山的一部分，海拔高度3,168米，每年平均降雨量1,805毫米，人類在1857年9月19日首次登頂。